# درهوویتسه
درهوویتسه (به چکی: Drhovice) یک منطقهٔ مسکونی در جمهوری چک است که در منطقه تابور واقع شده‌است. درهوویتسه ۴٫۲۵ کیلومتر مربع مساحت و ۱۸۰ نفر جمعیت دارد و ۴۷۶ متر بالاتر از سطح دریا واقع شده‌است.